# Гритьково (Великолукский район)
Гритьково — деревня в Великолукском районе Псковской области России. Входит в состав сельского поселения «Борковская волость».
Расположена на юго-западе района в 2 км от левого берега реки Ловать, в 40 км к юго-западу от центра города Великие Луки и в 20 км к северо-востоку от волостного центра деревни Борки.

## Население
Численность населения деревни по оценке на 2000 год составляла 10 человек, на 2010 год — 7 человек.